# Vychnivets
Vychnivets (en ukrainien : Вишнівец ; en russe : Вишневец ; en polonais : Wiśniowiec) est une commune urbaine du raïon de Kremenets dans l'oblast de Ternopil, en Ukraine. Sa population s'élevait à 3 100 habitants en 2023.

## Géographie
Vychnivets est située sur la rivière Horyn, un affluent de la Pripiat, à 39 km au nord-est de Ternopil. 

## Histoire
EN 1512 eu lieu la bataille de Łopuszno sur le territoire de la ville.
La localité fut longtemps dominée par la famille princière Wiśniowiecki, de Ruthénie, dont le nom vient de celui de la ville. En 1960, Vychnivets passa du statut de village à celui de commune urbaine.

## Patrimoine
Le patrimoine architectural de Vychnivets comprend un château du XVe siècle et le palais construit au XVIIIe siècle par la famille Wiśniowiecki, avec son parc.

## Population
Recensements (*) ou estimations de la population :
| 1959* | 1970* | 1979* | 1989* | 2001* | 2011  |
| ----- | ----- | ----- | ----- | ----- | ----- |
| 1 557 | 2 224 | 2 417 | 4 001 | 3 483 | 3 424 |

| 2012  | 2013  | 2014  | 2015  | 2016  | 2017  |
| ----- | ----- | ----- | ----- | ----- | ----- |
| 3 405 | 3 389 | 3 377 | 3 349 | 3 334 | 3 282 |

## En images

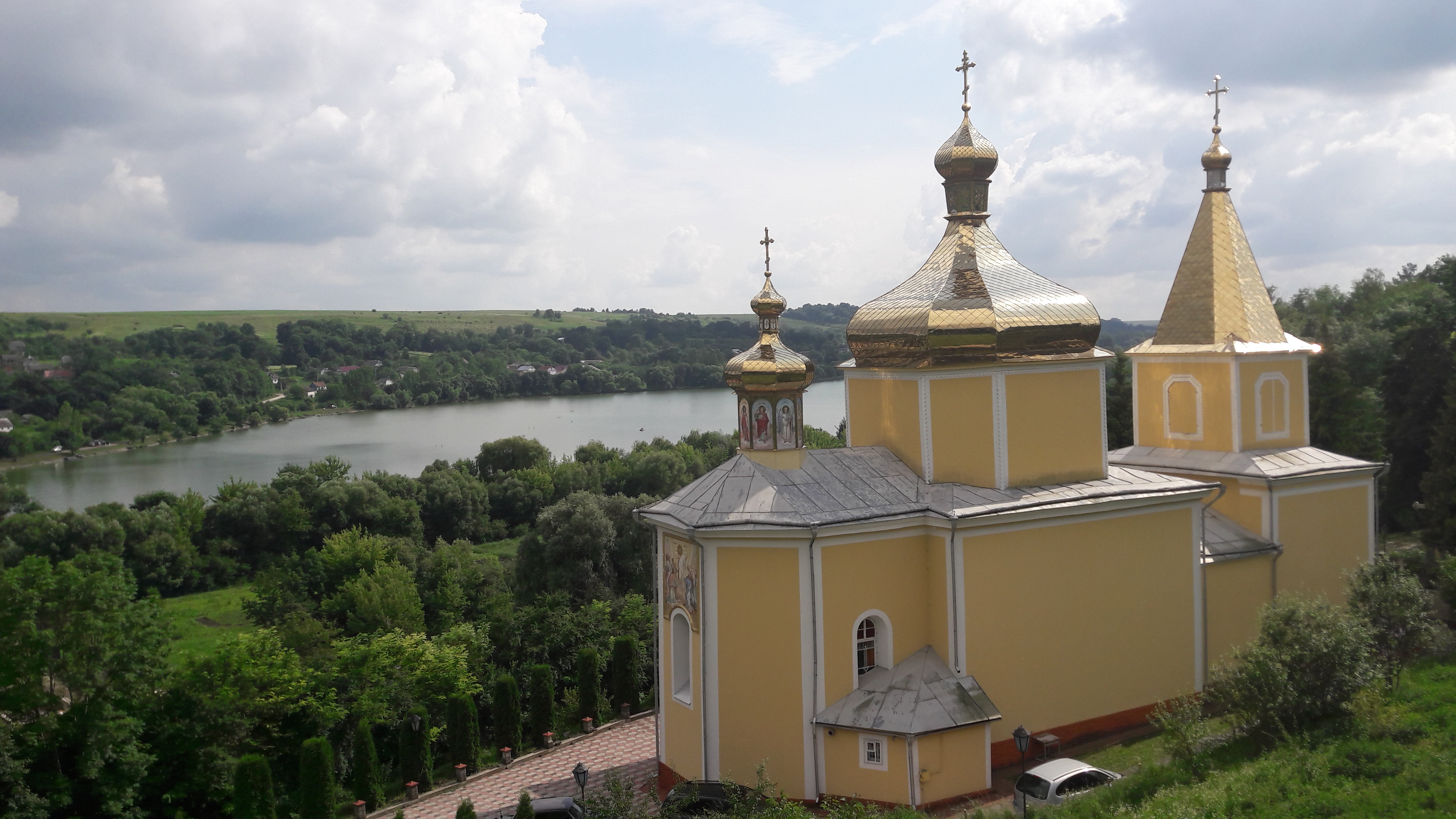
L'église de la Résurrection classée[6].
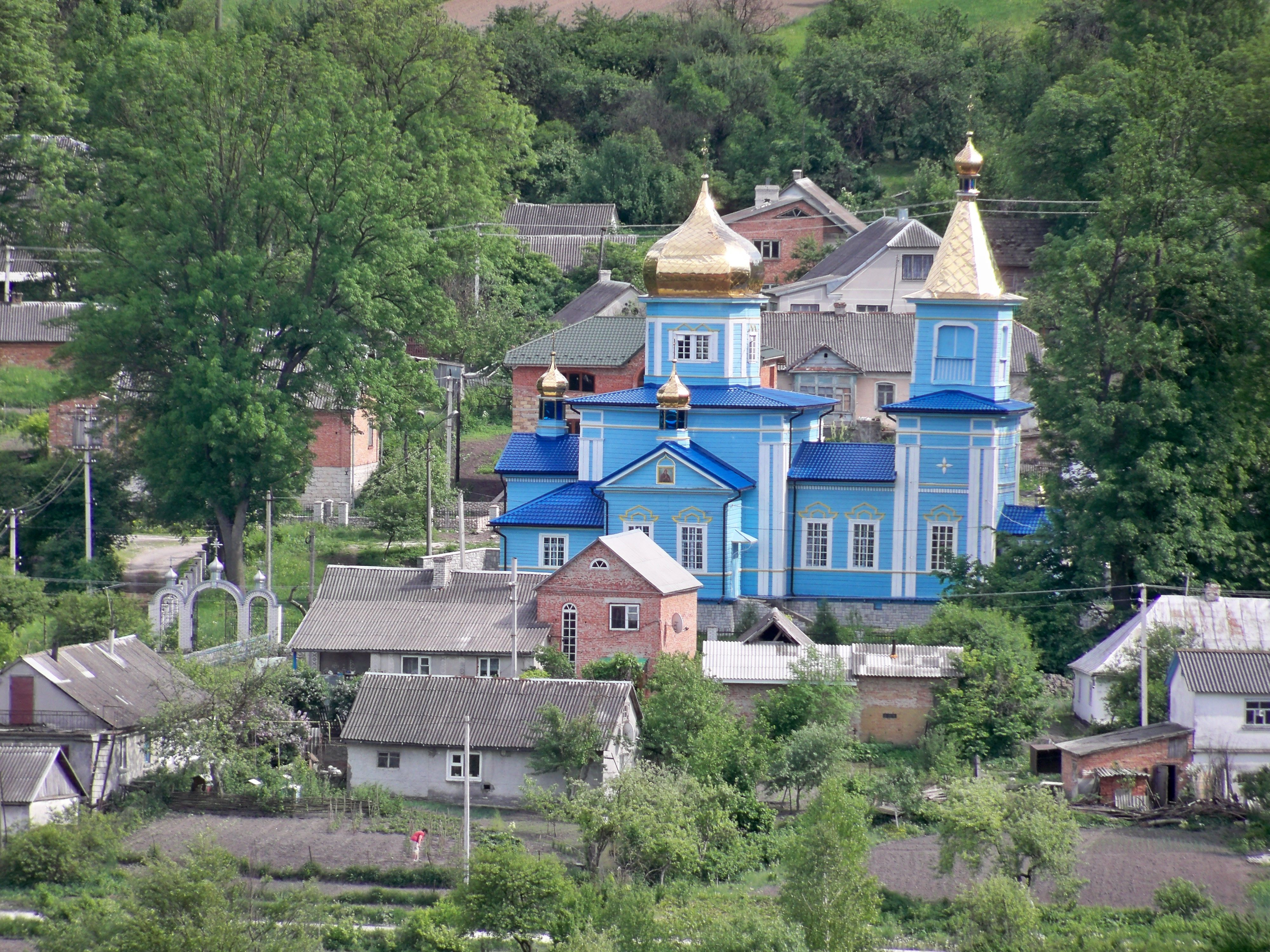
L'église de la Nativité classée[7].
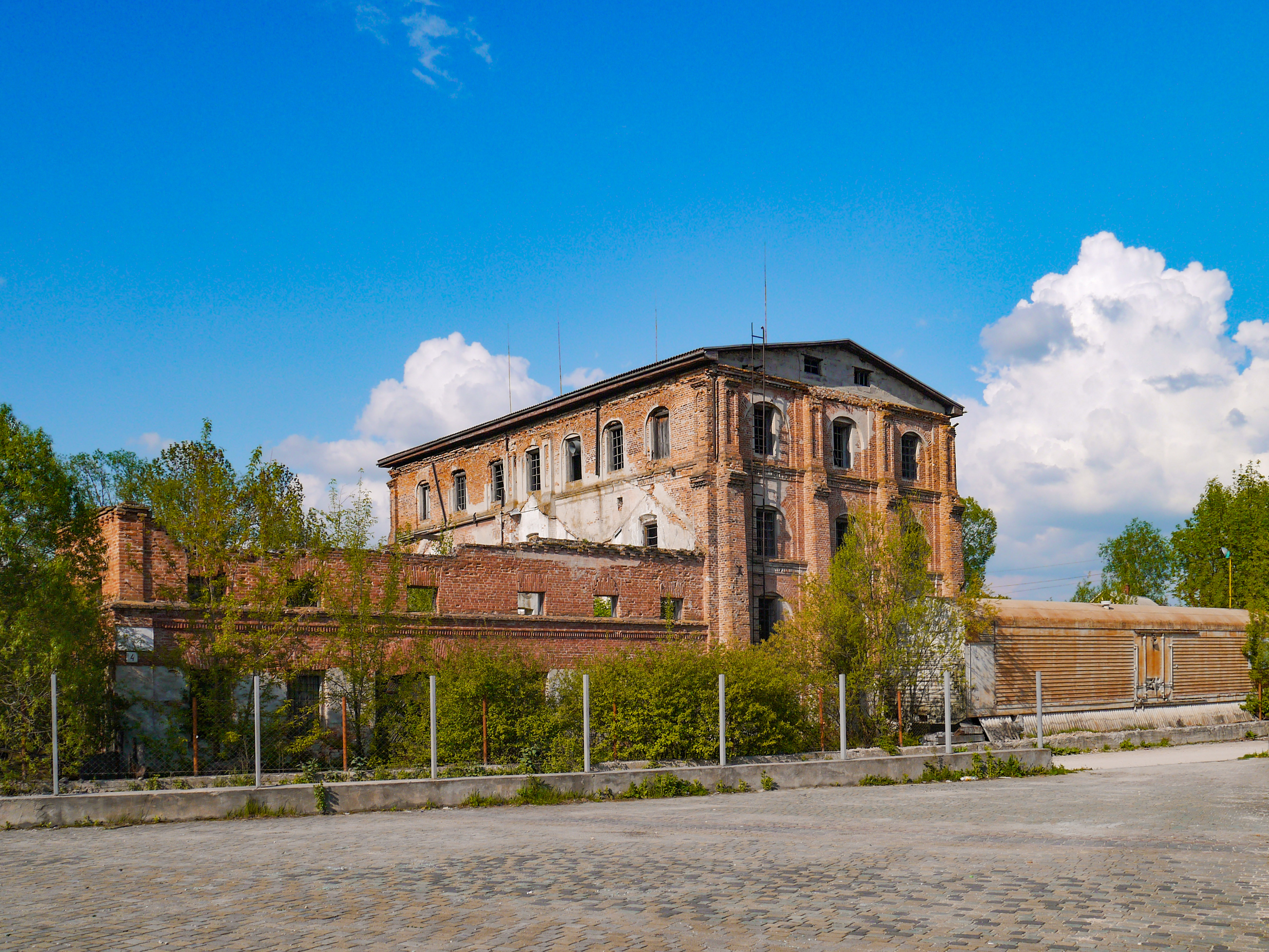
L'ancien moulin classé[8].
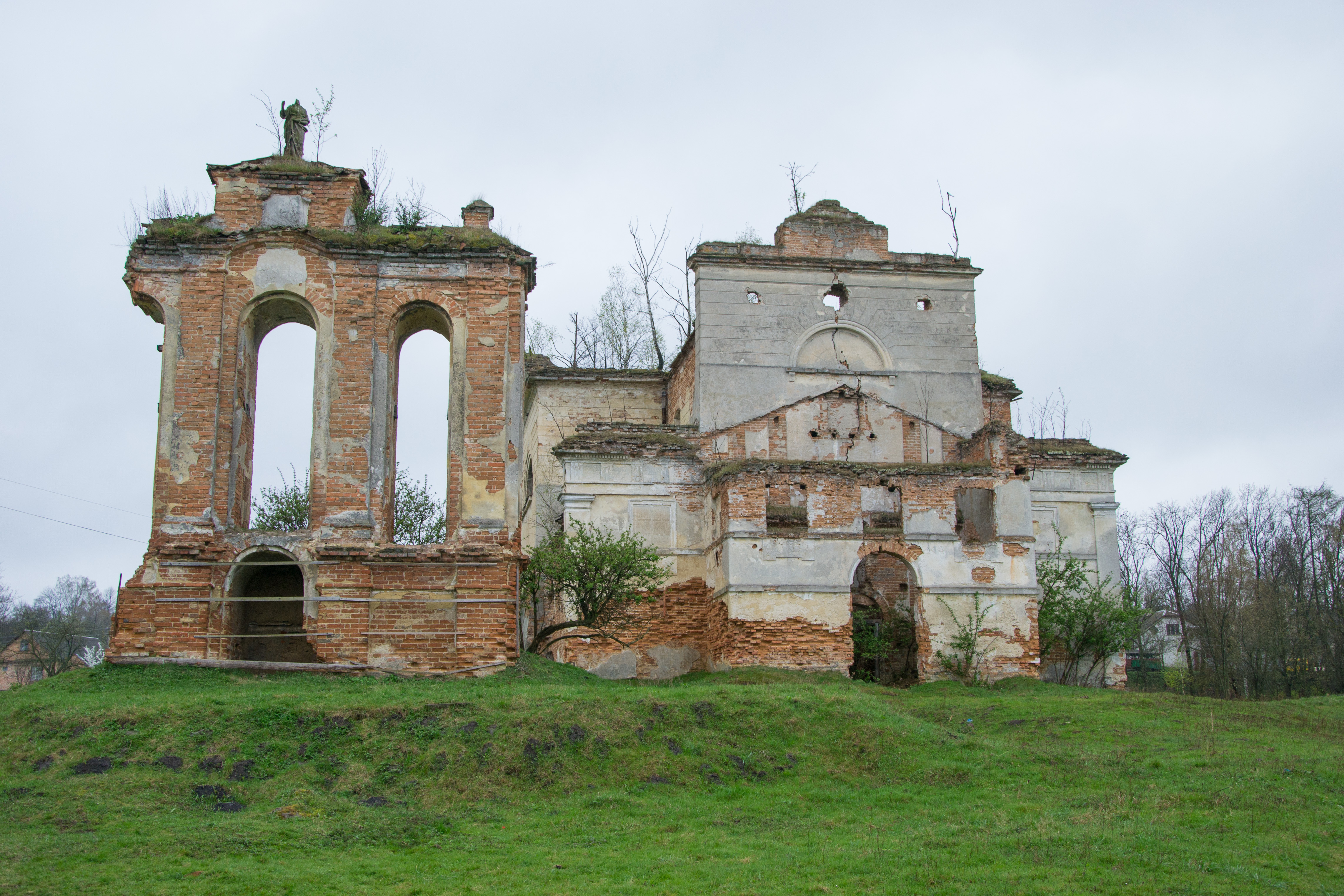
Le monastère Carmélite classé[9] et son église.
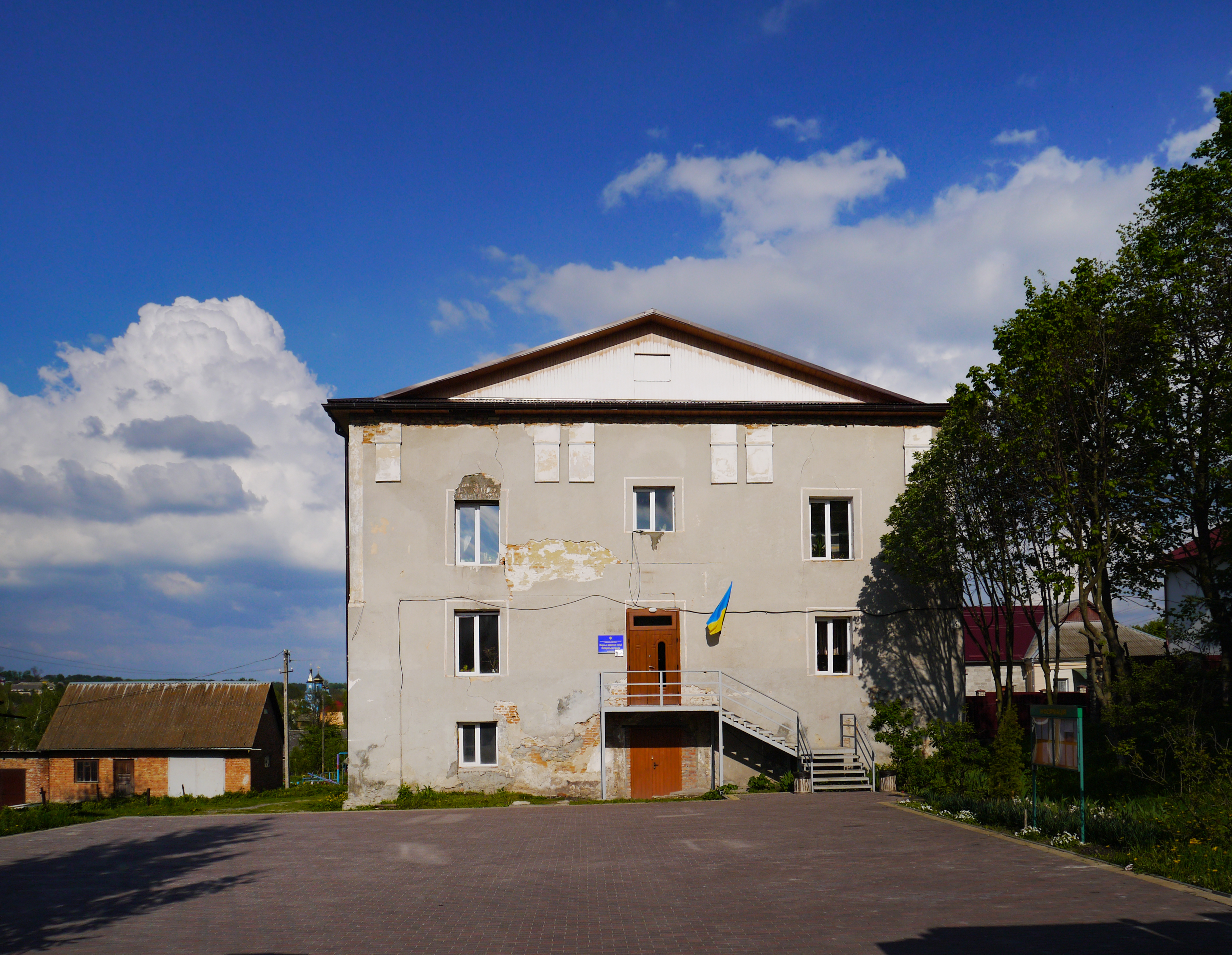
La synagogue classée[10].
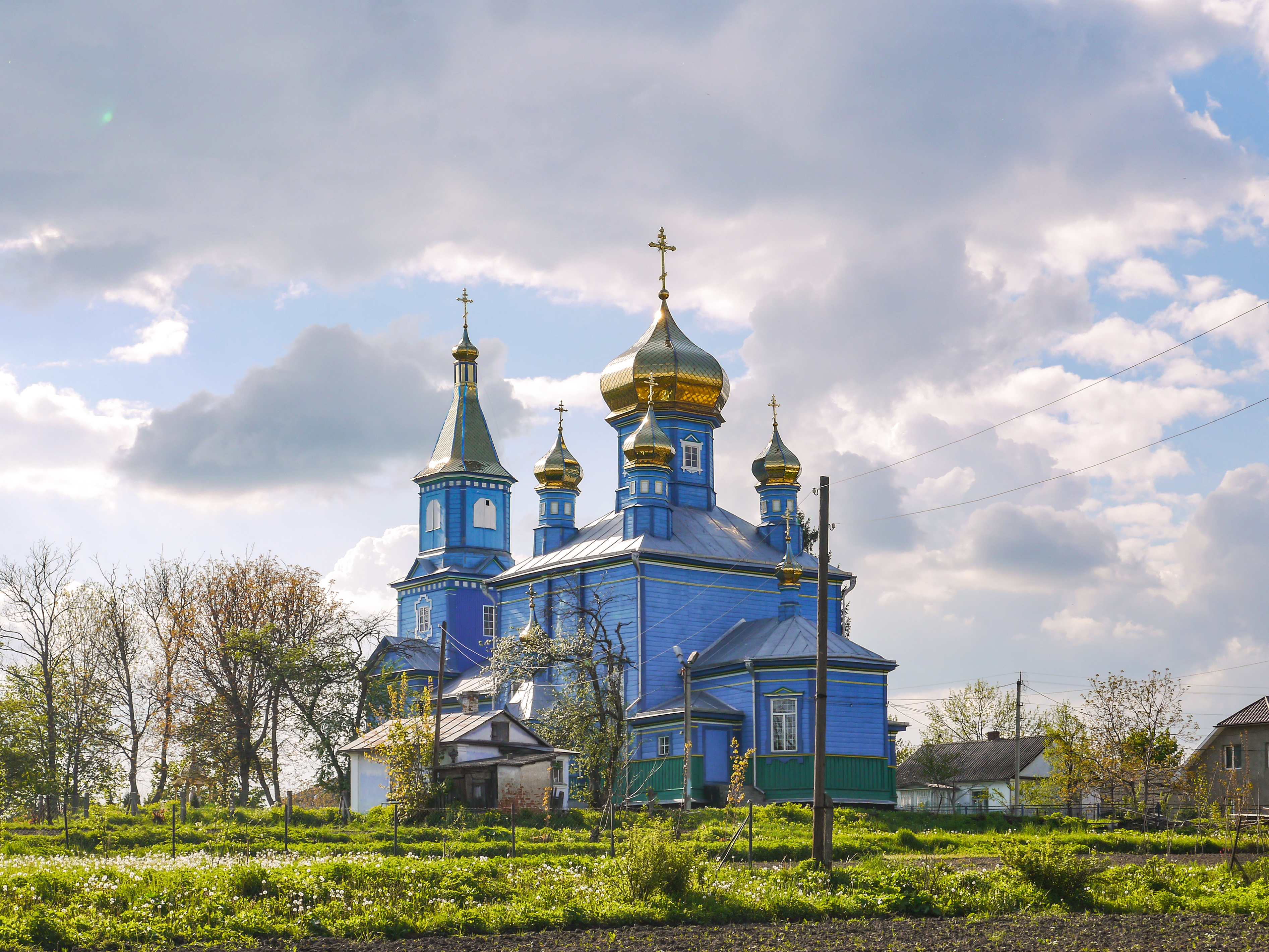
L'église de la Trinité classée[11].